# Víctor Fuentes Prósper
Víctor Fuentes Prósper   (Picanya, 15 de març de 1948) és un economista i polític valencià, diputat a les Corts Valencianes.

## Biografia
Es llicencià en ciències econòmiques a la Universitat de València, on hi treballà molts anys com a professor del Departament d'Economia Aplicada.
Duran la transició espanyola fou un dels fundadors i secretari general del Partido Socialista Popular al País Valencià i fou membre per aquest partit de la Junta Democràtica del País Valencià (1975) i de la Taula de Forces Polítiques i Sindicals del País Valencià (1976-77).
Quan el 1978 el PSP es va integrar al PSOE esdevingué membre del PSPV-PSOE, del que en formà part de la direcció executiva de l'Horta Sud. També va ser secretari de la Comissió Executiva del PSPV-PSOE en 1978-1979 i 1996-1997, i president de la Comissió Federal Revisora de Comptes entre 1997 i 2000.

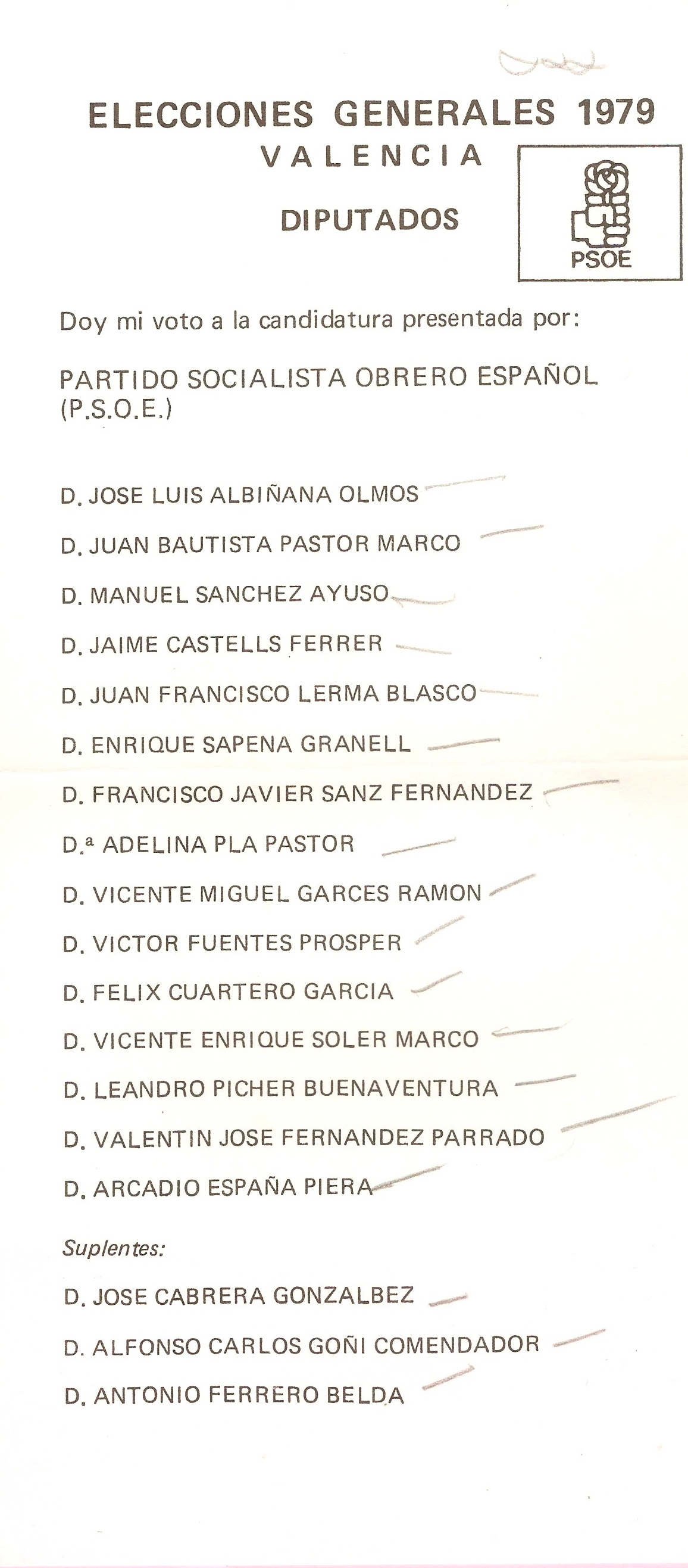

A les eleccions municipals espanyoles de 1979 fou elegit regidor a l'ajuntament de Picanya, càrrec que va revalidar a les eleccions municipals espanyoles de 1983, 1987 i 1991. També fou elegit diputat a les eleccions a les Corts Valencianes de 1983, 1987, 1991 i 1995. Fou president de la Comissió d'Economia, Pressupostos i Hisenda (1983-1987 i 1995-1999), de la Comissió d'Educació i Cultura (1987-1991), vicepresident de la Comissió Permanent no legislativa de Seguretat Nuclear (1991-1995)